# Korkeasaari (ö i Finland, Norra Karelen, Joensuu, lat 62,86, long 30,22)
Korkeasaari är en ö i Finland. Den ligger i vattendraget Pielis älv och i kommunen Joensuu i den ekonomiska regionen  Joensuu ekonomiska region  och landskapet Norra Karelen, i den sydöstra delen av landet, 400 km nordost om huvudstaden Helsingfors. Öns area är 0,7 hektar och dess största längd är 130 meter i sydväst-nordöstlig riktning.